# Gewone witvlakbladroller
De gewone witvlakbladroller (Hedya nubiferana), vroeger wel groene knopbladroller genoemd, is een nachtvlinder uit de familie Tortricidae (bladrollers). De spanwijdte van de vlinder bedraagt tussen de 15 en 21 millimeter. Het diertje komt verspreid over het Palearctisch en Nearctisch gebied voor.

## Waardplanten
De gewone witvlakbladroller heeft meidoorns en sleedoorn, maar ook vele andere bomen, als waardplanten.

## Voorkomen in Nederland en België
De gewone witvlakbladroller is in Nederland en in België een algemene soort, die verspreid over het hele gebied kan worden gezien. De soort vliegt van mei tot augustus.